# یورلویس چارلس
یورلویس چارلس (انگلیسی: Yorelvis Charles؛ زادهٔ ۲۵ سپتامبر ۱۹۷۸) بازیکن بیسبال اهل کوبا بود.